# 开本
开本指书刊页面的规格大小，即一张完整的印刷用纸（全张纸）所裁切成的张数。在印刷业中，通常是将一定规格的全张纸均匀地裁成若干小张来进行印刷装订。按照分成的张数，有全开（不裁切的全张纸）、对开（裁作2张）、4开（裁作4张，以此类推）、8开、16开、32开和64开等不同的开本。由於全张纸的尺寸可能因国家、地区和出版物类型而异，所以开本的长宽尺寸并不固定。
在国际标准ISO 216中，A、B、C系列开本是用对折来衡量的，例如A4纸相应于A0纸的24=16开本。当前16开本一般宽180–210毫米，高260–300毫米（以787毫米×1086毫米的全张纸裁成）。

## 延伸阅读
- 紙張尺寸——其中描述台湾的开本系统和中国大陆的D系列开本